# Rebekka Guðleifsdóttir
Rebekka Guðleifsdóttir (nacida el 25 de mayo de 1978) es una fotógrafa autodidacta islandesa que fue nombrada «Mejor fotógrafo de la web» por el Wall Street Journal el 29 de julio de 2006.

## Biografía
Vivió en Gainesville (Estados Unidos) desde los 4 años hasta los 11 y actualmente vive en Hafnarfjörður, cerca de Reikiavik, en Islandia. Sus fotografías subidas a Flickr la llevaron a crear y aparecer en un anuncio publicitario del coche híbrido Toyota Prius.